# Francisco Vence
Francisco Javier Vence Gómez (nacido el 11 de abril de 1992) es un futbolista panameño que juega como lateral izquierdo. Juega para el Club Deportivo Árabe Unido de la Primera División de Panamá.

## Trayectoria

### Chorrillo FC
Se formó en las categorías inferiores Chorrillo FC y su debut profesional el 6 de febrero de 2011 en la derrota 2 a 0 contra el Chepo FC en el Estadio Luis Ernesto Cascarita Tapia en donde fue titular y jugó hasta el minuto 82. Fue subcampeón de la LPF Clausura 2011 en donde perdieron final 3 a 2 contra el Estadio Rommel Fernández en donde no estuvo convocado, en dicho torneo jugó 7 partidos. En la Liga de Campeones de la Concacaf 2012-13 jugó 3 partidos en donde quedaron eliminados en la fase de grupos en donde quedaron en la última posición del grupo 7. En la LPF Apertura 2012 jugó 11 partidos y anotó 2 goles en donde quedaron en la quinta posición quedándose a un paso de las semifinales. En la LPF Clausura 2013 jugó 7 partidos en donde quedaron en la séptima posición. Salió campeón de la LPF Clausura 2014 en donde le ganaron la final 1 a 0 contra el Río Abajo FC en el Estadio Rommel Fernández en donde fue titular y jugó hasta el minuto 94, en dicho torneo jugó 12 partidos. En la Liga de Campeones de la Concacaf 2014-15 jugó 1 partido en donde fueron eliminados en la fase de grupos en donde quedaron en la última posición del grupo 6. En la LPF Apertura 2014 jugó 10 partidos en donde fueron eliminados en las semifinales en donde perdieron en un marcador global de 1 a 2 contra el San Francisco FC en donde jugó en 1 partido. En la LPF Clausura 2015 jugó 11 partidos en donde quedaron en la novena posición.

### SD Atlético Nacional
El 1 de julio de 2015 fue cedido por el Chorrillo FC al SD Atlético Nacional. Debutó con el club el 26 de agosto de 2015 en la victoria 2 a 1 contra el CD Plaza Amador en el Estadio Maracaná de Panamá en donde fue titular y jugó hasta el minuto 68. En el LPF Apertura 2015 jugó 10 partidos en donde quedaron en la séptima posición. En la LPF Clausura 2016 jugó 13 partidos en donde fueron eliminados en las semifinales en donde perdieron en un marcador global de 0 a 3 contra el Chorrillo FC en donde jugó en los 2 partidos.

### Chorrillo FC
El 1 de junio de 2016 regresó de la cesión del SD Atlético Nacional al Chorrillo FC siendo esta su segunda etapa con el club. Disputó su primer juego tras su regreso el 16 de octubre de 2016 en el victoria 2 a 0 contra el San Francisco FC en el Estadio Maracaná de Panamá en donde fue suplente y entró al minuto 71 por Andrés Peñalba. En la LPF Apertura 2016 jugó 5 partidos en donde fueron eliminados en las semifinales en donde perdieron en un marcador global de 1 a 0 contra el CD Plaza Amador en donde jugó en 1 partido. En la LPF Clausura 2017 jugó 17 partidos en donde quedaron en la sexta posición quedando a unos pasos de la clasificación a las semifinales. En la Liga Concacaf 2017 jugó 4 partidos en donde fueron eliminados en los cuartos de final en donde perdieron en un marcador global de 0 a 2 contra los Santos de Guápiles en donde jugó en los 2 partidos. Salió campeón con el club de la LPF Apertura 2017 en donde ganaron la final 5 a 1 contra el CD Árabe Unido en el Estadio Rommel Fernández en donde fue titular y jugó todo el partido, en dicho torneo jugó 17 partidos y anotó 1 gol. En la LPF Clausura 2018 jugó 16 partidos en donde quedaron en la sexta posición quedando a unos pasos de clasificarse a las semifinales.

### CA Independiente
El 1 de enero de 2019 fue anunciado como nuevo jugador del CA Independiente. Debutó con el club el 1 de febrero de 2019 en la victoria 0 a 1 contra el San Francisco FC en el Estadio Agustín Muquita Sánchez en donde fue titular y jugó todo el partido. En la Liga de Campeones de la Concacaf 2019 jugó 3 partidos en donde fueron eliminados en los cuartos de final en donde perdieron en un marcador global de 2 a 4 contra el Sporting Kansas City en donde jugó en 1 partido. Salió campeón con el club del Torneo Clausura 2019 en donde le ganaron la final 1 a 4 por la tanda de los penales en donde quedó un marcador de 1 a 1 en los tiempos extras contra el San Francisco FC en el Estadio Rommel Fernández en donde fue titular y jugó hasta el minuto 109, en dicho torneo jugó 15 partidos.  en la Liga Concacaf 2019 jugó 4 partidos en donde fueron eliminados en los cuartos de final en donde perdieron en un marcador global de 2 a 4 contra el Deportivo Saprissa en donde jugó en los 2 partidos. En el Torneo Apertura 2019 jugó 19 partidos en donde fueron eliminados en las semifinales en donde perdieron en un marcador global de 0 a 3 contra el Tauro FC en donde jugó en los 2 partidos. En el Torneo Apertura 2020 solo jugó 5 partidos porque el torneo se canceló por el COVID 19. En la Liga Concacaf 2020 jugó 1 partido fueron eliminados en las Ronda preliminar en donde perdieron 2 a 4 en las tandas de penales en donde quedó un marcador de 0 a 0 en los tiempos extras contra el Antigua GFC en el Estadio Rommel Fernández en donde fue titular y jugó todo el partido. Salió campeón del Torneo Clausura 2020 en donde ganaron la final 3 a 1 contra el San Francisco FC en el Estadio Agustín Muquita Sánchez en donde no estuvo convocado, en dicho torneo jugó 11 partidos y anotó 1 gol.

### ACD Lara
Se fue cedido al ACD Lara el 9 de febrero de 2021. Abandonó el club a los dos meses y sin debutar.

### CA Independiente
Regresó al CA Independiente después de su corto paso por el ACD Lara siendo esta su segundo etapa con el club. Disputó su primer partido tras su regreso el en la victoria 1 a 2 contra el Tauro FC en el Estadio Javier Cruz en donde fue titular y jugó todo el partido. En el Torneo Apertura 2021 jugó 7 partidos en donde fueron eliminados en los playoff en donde perdieron7 a 8 en la tanda de los penales en donde quedó un marcador de 0 a 0 en los tiempos extras contra el Sporting SM en el Estadio Agustín Muquita Sánchez en donde fue titular, jugó todo el partido y fallo el penal del empate para seguir la tanda de penales. En la Liga Concacaf 2021 jugó 2 partidos en donde fueron eliminados en los octavos de final en donde perdieron en un marcador global de 0 a 2 contra el Forge FC en donde jugó en los 2 partidos. En la Torneo Clausura 2021 jugó 14 partidos en donde fueron eliminados en los playoff en donde perdieron 1 a 3 en los tiempos extras contra el Alianza FC en el Estadio Agustín Muquita Sánchez en donde fue titular y jugó todo el partido. En la Torneo Apertura 2022 jugó 14 partidos en donde fueron eliminados nuevamente en los playoff esta vez 1 a 2 en los tiempos extras contra el Tauro FC en el Estadio Agustín Muquita Sánchez en donde fue titular y jugó todo el partido.

### CD Árabe Unido
El 14 de junio de 2022 fue anunciado como nuevo jugador del CD Árabe Unido. Debutó con el club el 31 de julio de 2022 en la victoria 2 a 1 contra los Potros del Este en el Estadio Armando Dely Valdés fue titular y jugó todo el partido. En el Torneo Clausura 2022 jugó 16 partidos y anotó 1 gol en donde fueron eliminados en las semifinales en donde perdieron en un marcador global de 0 a 1 contra el CD Universitario en donde jugó en los 2 partidos.

### Tauro FC
El 10 de diciembre de 2022 fue anunciado como nuevo jugador del Tauro FC. Debutó con el club el 14 de enero de 2023 en la derrota 0 a 1 contra el Alianza FC en el Estadio Rommel Fernández en donde fue titular y jugó todo el partido. En la Liga de Campeones de la Concacaf 2023 jugó 2 partidos en donde fueron eliminados en los octavos de final en donde perdieron en un marcador global de 3 a 0 contra el Club León en donde jugó en los 2 partidos. Fue subcampeón del Torneo Apertura 2023 en donde perdieron la final 3 a 1 contra el CA Independiente en el Estadio Rommel Fernández en donde fue titular y jugó todo el partido, en dicho torneo jugó 12 partido.

### CD Árabe Unido
El 10 de julio de 2024 fue anunciado como nuevo jugador del CD Árabe Unido siendo esta su segunda etapa con el club.

## Selección nacional

### Categorías inferiores
Ha sido convocado por la selección sub-20 de Panamá para disputar el Campeonato Sub-20 de la Concacaf de 2011 en donde jugó 2 partidos quedando en el cuarto lugar en donde perdieron 7 a 6 en la tanda de penales en donde quedaron 0 a 0 en los tiempos extras contra Guatemala en donde no estuvo convocado y la Copa Mundial de Fútbol Sub-20 de 2011 jugó 3 partidos en donde fueron eliminados en las fase de grupos en donde quedaron en la tercera posición del grupo E.

### Selección absoluta
Debutó con la selección absoluta el 29 de enero de 2021 en el empate 0 a 0 contra Serbia en un partido amistoso en el Estadio Rommel Fernández siendo titular jugando todo el partido.

### Participaciones en selección nacional
| Copa                     | Categoría | Sede      | Resultado      | Partidos | Goles |
| ------------------------ | --------- | --------- | -------------- | -------- | ----- |
| Campeonato Sub-20 2011   | Sub-20    | Guatemala | Cuarto lugar   | 2        | 0     |
| Copa Mundial Sub-20 2011 | Sub-20    | Colombia  | Fase de grupos | 3        | 0     |

## Clubes
| Club                 | País      | Año           |
| -------------------- | --------- | ------------- |
| Chorrillo FC         | Panamá    | 2011 - 2015   |
| SD Atlético Nacional | Panamá    | 2015 - 2016   |
| Chorrillo FC         | Panamá    | 2016 - 2018   |
| CA Independiente     | Panamá    | 2019 - 2021   |
| ACD Lara             | Venezuela | 2021          |
| CA Independiente     | Panamá    | 2021-2022     |
| CD Árabe Unido       | Panamá    | 2022          |
| Tauro FC             | Panamá    | 2023          |
| CD Árabe Unido       | Panamá    | 2024-presente |

## Palmarés

### Títulos nacionales
| Título           | Club             | País   | Año    |
| ---------------- | ---------------- | ------ | ------ |
| Primera División | Chorrillo FC     | Panamá | 2014-C |
| Primera División | Chorrillo FC     | Panamá | 2017-A |
| Primera División | CA Independiente | Panamá | 2019-C |
| Primera División | CA Independiente | Panamá | 2020-C |